# Georges Rabol
Georges Rabol (* 1938 in Paris; † 21. Juli 2006) war ein französischer Pianist und Komponist, der sowohl im Bereich der klassischen Musik als auch des Jazz aktiv war.

## Leben und Wirken
Rabol, dessen Vater aus Martinique stammt, erhielt zunächst Musikunterricht bei Jean Courbin und Lazare Lévy. Auf dem Conservatoire National Supérieur de Musique de Paris studierte er Klavier, Harmonielehre und Kontrapunkt. Anschließend begleitete er Frédéric Lodéon, Mischa Maisky, Gheorghe Zamfir und andere Musiker. Gemeinsam mit dem Cellisten Jean-Charles Capon und dem Perkussionisten Philippe Combelle gründete er 1969 das Baroque Jazz Trio, in dem er Cembalo spielte. Weitere Fusionalben wie Jazz Training: Pour la danse (1980, mit Francis Darizcuren und Roger Fugen) folgten. Dann wendete er sich dem Werk von Louis Moreau Gottschalk und Emmanuel Chabrier zu, das er in Frankreich wieder bekannt machte, spielte aber auch Werke von Astor Piazzolla und George Gershwin ein. Weiterhin komponierte er für das Theater und den Film.

## Diskografische Hinweise
- Baroque Jazz Trio (1970, mit Jean-Charles Capon und Philippe Combelle)
- George Gershwin Rhapsody in Blue (mit dem Jazzogène Orchestra unter Jean-Luc Fillon, 1992)
- Adios Astor (1993)